# 鲁斯兰·穆拉绍夫
鲁斯兰·尼古拉耶维奇·穆拉绍夫（俄语：Руслан Николаевич Мурашов，1992年12月29日—），俄罗斯男子速度滑冰运动员，2016年世界单程距离速度滑冰锦标赛男子500米银牌得主、2017年世界单程距离速度滑冰锦标赛男子500米铜牌得主、2019年世界单程距离速度滑冰锦标赛男子500米金牌得主和男子团体竞速赛铜牌得主、2020年世界单程距离速度滑冰锦标赛男子500米银牌得主。